# Estación de Ailly-sur-Noye
La estación de Ailly-sur-Noye es una estación ferroviaria francesa, de la línea férrea París-Lille, situada en la comuna de Ailly-sur-Noye, en el departamento de Somme. Por ella transitan únicamente trenes regionales que unen París y Amiens.

## Situación ferroviaria
La estación se encuentra en el punto kilométrico 111,073 de la línea férrea París-Lille. 

## Historia
Fue inaugurada en 1846 por parte de la Compañía de ferrocarriles del Norte. En 1937, la estación pasó a ser explotada por la SNCF.

## La estación
La estación posee dos vías y dos andenes laterales. El cambio de vías se realiza gracias a una pasarela. Permanece abierta de lunes a viernes y dispone de taquillas y de máquinas expendedoras de billetes. 

## Servicios ferroviarios

### Regionales
- Línea Amiens - París